# 宇宙戦艦ヤマト 復活篇
『宇宙戦艦ヤマト 復活篇』（うちゅうせんかんヤマト ふっかつへん）は、2009年12月12日および2012年1月28日に公開された「宇宙戦艦ヤマトシリーズ」のアニメ映画作品である。キャッチコピーは「戦士たちよ、ヤマトに乗れ。人類を救え!」「愛のために戦え!」、「必ず此所へ帰ってくる」（ディレクターズカット版）。通称「復活篇」「ヤマト復活篇」。宇宙戦艦ヤマトシリーズ初の東宝配給作品でもある（前作宇宙戦艦ヤマト 完結編までは東映洋画配給）。
1994年および2004年に製作発表されながら実現せず、2008年に3度目の製作発表が行われ、実現した。
2009年12月に公開された。2012年1月には、本作を再編集したディレクターズカット版が公開された。
2012年、本作の続編（『宇宙戦艦ヤマト 復活篇』第2部）を製作することが発表されたが、2022年現在に至るまで制作に関する公式な進展・発表は特に無い（同年から展開を開始している『宇宙戦艦ヤマト2199』以降の3作は本作と直接関係は無い別シリーズである）。

## 製作の変遷
1994年〜1996年、1度目の制作発表〜頓挫
『宇宙戦艦ヤマト 完結編』の続編として、1994年に最初の製作発表がなされた。大まかなストーリーや設定がメイキングビデオ『ヤマト・我が心の不滅の艦（ふね）-宇宙戦艦ヤマト胎動篇-』（『YAMATO2520』の項目を参照）や、2000年代前半のプロデューサー西﨑義展の不祥事による公判時に西﨑の支援者などによって開設されたウェブサイト（#外部リンクの「西﨑義展の手記」参照）で公開されており、ストーリー原案として作家で政治家の石原慎太郎・東京都知事（当時）が製作に参加することが話題となった。
この時はまだ松本零士が参加しており、古代進や真田志郎、佐渡酒造など『復活篇』用のキャラクターのデザインを描き起こしていることが『胎動編』で語られている。また、『胎動編』ではほかに、アニメーションディレクターとして高山秀樹、アートディレクターとして辻忠直、作画監督として大倉雅彦、キャラクターデザインとして北爪宏幸、メカニックデザインとして小林誠が紹介された。いずれも過去の、あるいは後年のヤマトシリーズに携わっている人物だが、このうち2009年公開の『復活篇』に主要スタッフとして続投したのは高山と小林だけである。
カスケードブラックホールによって地球が危機に陥り、移民を始めた地球人類が宇宙連合軍に襲われるというストーリーや、6連波動炉心や電算室を備えたヤマトの設定・デザインなど、『復活篇』の基本部分は『胎動編』の時点でほぼ固まっている。
製作会社のウエストケープコーポレーションは、1995年よりOVA『YAMATO2520』をリリースしたものの、それ以前より資金難に陥っており、1996年に「宇宙戦艦ヤマトシリーズ」の著作権などを東北新社に譲渡した。譲渡契約においては、新作を製作する権利は西﨑に留保されている。さらに1997年には、債権者である三井ファイナンスサービスがウエストケープコーポレーションおよび同社社長でもあった西﨑に対し、破産を申し立てた。これが認められたため、同年9月に両者は破産し、本作の製作は中止となった。また、製作中の1995年に古代進役の富山敬が逝去しており仮に予定通り制作されていた際、冨山の後任声優が誰であったかは不明である。(完成版では富山の持ち役の多くを引き継いだ山寺宏一が担当。)
2004年、2度目の制作発表〜フェードアウト
その後、西﨑と松本は民事訴訟を経て、2003年に西﨑がこれまでの「宇宙戦艦ヤマトシリーズ」を利用した新作『復活編』（仮題）を、松本がこれまでのヤマトシリーズとは関係の無い新作『大銀河シリーズ 大ヤマト編』（仮題）を、各自が個別に製作すると相互に確認した。しかし、松本が製作する新作作品についてはヤマトシリーズに登場した設定、キャラクターなどを使用することを含むヤマトシリーズに類似した作品を製作する場合は著作者人格権者である西﨑の承諾が必要とされた。しかし西﨑は、松本の作品を『宇宙戦艦ヤマト』の類似作品と断定し、製作を許可しなかった。なお、西﨑から著作権を譲渡された東北新社はこの合意に参加しておらず、ニュースリリースで自社の独自の権利を主張した。しかし、前出の1996年の西﨑と東北新社間における著作権譲渡契約において、新作続編を製作する権利は西﨑に留保されているにもかかわらず東北新社の権利主張はそれを翻意した発表だった。
2004年7月には、西﨑から製作委託を受けた西﨑の養子・西﨑彰司が経営する「株式会社エナジオ」が、新作映画『新宇宙戦艦ヤマト 復活編』（仮題）を2006年に公開すると発表した。同社サイトにはその公式ページも開設され、東北新社と協議に入ったとされたが、彰司が掲げた公開プランの無謀さは非難の的になり実現することは無かった。なお、この時点でキャラクターデザインとして第1作を手掛けた岡迫亘弘が起用されたが、数枚のデザインを描いたのちにプロジェクトから降板した。
2008年〜2009年、3度目の制作発表〜正式公開へ
2008年7月31日、西﨑は東京都練馬区内にて「ヤマトスタジオ」のスタジオ開きと2009年中の公開を目指した本作の製作を正式に発表し、その場で「宮崎駿の『崖の上のポニョ』を超える作品にしたい」と抱負を語った。スタッフは総監督に舛田利雄、総作画監督に湖川友謙と、かつてのヤマトスタッフが顔を揃えている。製作会社は2004年の発表時と同じく、株式会社エナジオとなる。
2009年3月18日、東北新社が本作に関する情報を「東京国際アニメフェア2009」の自社出展ブースにて公開。同年5月中旬には公式サイトが開設され、5月18日には東宝の正月作品として12月12日に公開されることが決定したと発表された。西崎はその中で、「地球が救われるか、破滅するか、2種類の結末を考えている」と述べている。
2009年11月28日には、東京国際フォーラムで開催された完成披露試写会で2時間13分のバージョンを上映後に約15分のもうひとつの結末を上映し、観客4000人が携帯電話で投票した結果で公開版エンディングが決められた。ちなみにWebで公開された1993年発表版の基本構成案では3部構成で、地球は消失し、第2部でヤマトが別宇宙に行き、第3部で地球と再会する予定だった。
制作期間には約1年半を費やしており、携わった制作スタッフは約900名で、その中におけるCG制作スタッフは約130名。全1850カットのうち、CGカット数は750カットに及んでいる。
エンディングクレジットでは最後に「第一部完」とテロップが出ており、続編の構想があることが示唆されている。
BD/DVD/UMDは2010年7月23日に発売、レンタルは6月4日から開始。
2012年、ディレクターズカット版の公開
2012年1月28日より2月3日まで新作カットを追加し再構成、東宝・劇場公開版とは異なるエンディングの『ディレクターズカット (DC) 版』を、シネマート新宿・心斎橋の2館で劇場レイトショー公開し、2012年3月23日にBlu-ray/DVDを発売。未公開シーン・新作カットの追加、アナザーエンディングへの変更、音響パートの一新（柏原満による旧シリーズでの効果音を使用）、音楽配置の変更（ヤマト発進時のアルフィー歌唱のテーマソング「宇宙戦艦ヤマト 2009」のインストゥルメンタルへの変更など）などがされている。ディレクターズカット版は劇場上映版より時間が短くなったが、「復活篇コンプリートボックス」の記載から当初は2時間半から2時間45分ほどの時間を想定していたようである。

## あらすじ
宇宙戦艦ヤマトが回遊惑星アクエリアスの水柱を自爆により断ち切り、アクエリアスの水で宇宙に出来た海の中に沈んで17年が経過した西暦2220年。移動性ブラックホール、通称「カスケードブラックホール」が発見され、これが太陽系に接近して地球を飲み込むことが明らかになった。
人類は、27,000光年離れた惑星アマールの月への移民を計画。移民船団を第1次、第2次と出発させるが、いずれも航海中に謎の敵から攻撃され、消息を絶ってしまう。宇宙の辺境で貨物船の船長に就いていた古代は地球の危機に際して帰還し、第3次移民船団の護衛艦隊司令の任に就く。アクエリアスの水で宇宙に出来た海の氷塊内に建設されたドックで修復・強化改装を受けて甦った新生ヤマトの艦長として、アマールへ出発する。
一方その頃、銀河系中心部に勢力を広げる星間国家連合は議会を招集。第1次船団を襲撃した艦隊の正体であり、連合の実質的支配者である国家SUSの代表メッツラーは、地球の移民船団を侵略行為と偽装した。1隻でも惑星破壊規模の攻撃ができる波動砲を備えた戦艦が複数いる艦隊というだけで、侵略行為を説得したのである。これにより殲滅を決議させ、第3次移民船団へ艦隊を派遣させる。
第1次、第2次船団が襲撃された宙域に到達した第3次船団は、発見した敵のサーチネットを避けるため、近傍のブラックホールを利用したロングワープを試みる。その最中、星間国家連合艦隊が出現し、ヤマト率いる護衛艦隊は船団を守るためこれと交戦する。戦闘の中、敵艦隊の1つであるエトス艦隊司令ゴルイは船団を守るべく奮戦するヤマトの姿を、SUSに支配されて落ちぶれる前のエトスの精神に重ね、戦闘を中止する。その後、ヤマトはゴルイから星間国家連合の存在を教えられ、ゴルイに感謝しつつ、アマールへとワープする。
船団は無事にアマールへ到着するが、アマールもまた星間国家連合に所属しており、SUSは連合決議に反するアマールへ制裁として攻撃を加える。古代はアマールと連合の関係を考慮して、SUSとの交戦をためらうが、雪の言葉を思い出し、さらにSUSに反抗したゴルイの姿を見て、SUSの支配を打破するため、星間国家連合と交戦することを決意。アマールも独立のため、ヤマトとともに戦うことを決める。
地球・アマール艦隊は星間国家連合艦隊を突破し、SUSの超巨大要塞へと到達。要塞の攻撃により艦隊が壊滅しながらも、ヤマトのトランジッション波動砲5連発で要塞を撃破する。しかし、要塞跡から巨大な潜宙艦が出現し、ヤマトを翻弄する。敵の猛攻の中、古代は近傍の太陽が敵のエネルギー源たる人工物であることに気づき、トランジッション波動砲最後の1発を撃ち込んで太陽を破壊。そして、崩壊した太陽から発生した次元の裂け目に、潜宙艦は大破しながら引きずり込まれていった。潜宙艦が消滅した後、突如メッツラーがヤマト艦橋のスクリーンに映ると、異形の姿へと変貌しつつスクリーンから出てくる。メッツラーは自分たちが別世界の異種異根の生命体であると述べ、ヤマトの勝利を皮肉に称えたのち去って行く。
アマールが独立に歓喜する中、ヤマトは残存する地球人類を救うため地球へと帰還する。カスケードブラックホールが地球へ迫る中、最後の移民船とともに地球を発進するヤマトの艦橋において、古代は地球人がこれまで地球に行ってきた傲慢な行為の数々と、それにもかかわらず宇宙規模からみれば小さな災害に過ぎないブラックホールに対処できない無力さを噛みしめ、移民先はやり直しのチャンスを与えられただけにすぎないと考える。

### 劇場公開版
その時、メッツラーが再び出現。自分たちが異なる次元の住人であること、その次元には資源が少ないため生きる糧を他の次元に求めていたこと、そしてカスケードブラックホールの正体が他次元から資源となる星々を奪い取るための巨大な次元転移装置であることを暴露し、古代たちを嘲笑いながら去っていく。しかし、人工物であることに活路を見出した古代は、次元転移装置の本体を発見させ、トランジッション波動砲6発一斉射でこれを破壊する。カスケードブラックホールは消滅し、地球は救われる。

### ディレクターズカット版
ヤマト乗組員に敬礼を持って見送られながら、地球はカスケードブラックホールに飲み込まれ消滅した。その後、残存地球人類の救助に当たっていた防衛軍旗艦ブルーアースから入電し、観測の結果、地球は銀河中心部の巨大ブラックホールに飲み込まれたことが判明したと告げる。何かに気付いた様子の古代は、ブルーアースに地球の最期を見届けると告げ、ヤマトを銀河系中心部へと発進させる。

## 登場人物

### 地球
旧ユニフォームは襟の色で、班長クラスは襟が矢印マークと同色、以下は襟が白と階級が解るようになっていたが、新ユニフォームは両袖に階級が解るマークが付いている。大村と徳川の2人は長方形マークが2本に逆三角形が1個、2人以外の第一艦橋スタッフおよび佐々木、天馬兄弟は長方形マークが1本に逆三角形1個、一般隊員は逆三角形1個である。また、ヤマト以外では雪のコートの左袖に長方形、逆三角形、長方形の順の階級章がある。

#### ヤマト
古代進（こだい すすむ）
新艦長、そして第3次移民船団護衛艦隊司令。38歳。平和になった地球に馴染むことが出来ず、深宇宙貨物船「ゆき」の船長として、地球から1万7千光年離れた宇宙開拓辺境を3年間往来していたが、地球の危機に際し、再びヤマトに乗りこむ。
かつてヤマトの艦長をしていただけに、戦闘だけでなく、高い操艦技術も持っている。実際、襲ってきた3隻のSUS軍の戦艦を相手に、大破･漂流していたブルーノアを巧みに操り、背後をとって見事勝ってみせている。また、チーフパイロットである小林淳がコスモパルサーで出撃している場合は代わりにヤマトを操艦して操縦技術を実証している。
制帽、艦長のコートの下に、白地に赤矢印（戦闘班）のヤマト誕生時からの旧ユニフォームを再び着用している。
大村耕作（おおむら こうさく）
副艦長。45歳。深宇宙貨物船「ゆき」の副長を務めていた。独り身で身内はいない。古代とは3年来の長い付き合いである。新生ヤマトにおいては、かつての真田志郎のような知恵袋的存在である。古代は彼に対し「大村さん」と敬称をつけて呼びつつ、基本的には敬語は使わなかった（大村の戦死直前に一度だけ敬語を使っている）。副艦長席は真帆の席の後ろに存在する。
SUS巨大要塞との戦いにおいて、テスト未了のため若い者には無理と、「突撃揚陸艇信濃」の操縦を1人で行い、命と引き換えに要塞のシールドを破壊する。
白地に青矢印（技術班）の新ユニフォームを着用している。
徳川太助（とくがわ たすけ）
3代目機関長。36歳。ヤマト初代機関長であり、『さらば宇宙戦艦ヤマト』および『宇宙戦艦ヤマト2』で戦死した徳川彦左衛門の息子で、『新たなる旅立ち』の時から登場していた。西暦2220年においては地球防衛軍月面基地の司令官を務めていたが、ヤマト再建に当たり機関長の職を引き受けた。かつてのやんちゃなキャラクターから、やや厳格で落ち着いた雰囲気になっており、古代、大村に続くNo.3的存在になっていて、機関員のみならず、若手乗組員たちの指導的立場にある。
白地に橙矢印（機関班）の新ユニフォームを着用している。なお、『宇宙戦艦ヤマト完結編』から引き続きヤマトに乗務する主要人物は古代と徳川の2人だけである。
上条了（かみじょう りょう）
新戦闘班長。地球防衛軍1等空佐。21歳。元は第1次移民船団の護衛艦隊旗艦ブルーノアに乗艦していた。SUS艦隊の攻撃でブルーノアが大破・漂流していたところを古代達が乗る貨物船「ゆき」に救出される。好戦的な血気盛んな性格で、小林や古代から行き過ぎを咎められることがある。白地に赤矢印の新ユニフォームを着用。
第1次移民船団に両親と妹がいて死亡したこと、新ユニフォームの下には救出時の多数の傷があることが、ディレクターズカット版で判明した。
1993年の基本構成案では、「尾崎」という名前だった。なお、2014年発売の結城信輝の同人誌『結城信輝 宇宙戦艦ヤマト2199 初期キャラクターデザイン&ラフイラスト集』には、2008年にデザインされた「尾崎弘」というキャラクターの設定画が掲載されている。
小林淳（こばやし じゅん）
新航海長兼コスモパルサーのチーフパイロット。19歳。優秀な操艦・操縦技術を持つ一方軟派な性格で折原と佐々木にちょっかいを出したり、目上にも遠慮が無く言葉を選ぶことがない。当初は白地に緑矢印（航海班）の新ユニフォームを着用していたが、後に旧・コスモタイガー隊隊長の加藤四郎から受け継いだ黒字に黄色矢印（戦闘班飛行科）の旧ユニフォームを古代から託され、BH199ブラックホールでの戦闘以降着用するようになる。
ヤマトを甦らせたメンバーということも相まって、戦闘班長を望んでいたことが、ディレクターズカット版で判明した。
1993年の基本構成案では、戦闘班所属のチーフパイロットで、戦闘艦操縦の資格もあるという設定だった（つまり艦載機の方がメインで、ヤマトの操艦はおまけだった）。
折原真帆（おりはら まほ）
第三艦橋・電算室新チーフナビゲーター。19歳。天才的な計算能力があり、その名声は初対面の古代にも知られていた。ヤマトに乗艦以前は、地球連邦政府科学局に勤めていた。第1艦橋では旧ヤマトでの森雪の位置より少し前に席があり、第3艦橋とはエレベーターで直結している。ヤマトでは、かつて『完結編』で森雪が着ていた白地に黒模様の旧ユニフォームを着用。彼女の部下の6人の電算室の女性専属オペレーターが真帆からの指示によりそれぞれデータ分析、その結果を最終的に真帆が統合・分析して、ヤマトの行動指針を決定していた。
彼女を含め電算室の女性専属オペレーター達の結末についてはエンディングの違いから、通常版では電算室で眠るように死亡し、ディレクターズカット版では生存している。
1993年の基本構成案時点で存在していたキャラクターで、折原自身のキャラクター設定はこのころから変更されていない。ただし、『胎動編』で紹介されたヤマト艦内設定では、電算室は前部甲板の膨らみ（旧ヤマトでの自動航法装置室）部分に設置されており、第一艦橋内に折原の席は存在していなかった。
桜井洋一（さくらい よういち）
第一艦橋新レーダーパネル担当。21歳。第一艦橋では旧ヤマトでの真田の位置に席があり、真帆と同じく第3艦橋とはエレベーターで直結している。小林不在時には操舵も担当する場合がある。軍人ではなく宇宙商船学校出で、ヤマト乗艦前は貨物船「ゆき」でナビゲーターを務めていた。1度アマール星への訓練航海に出たことがある。
白地に緑矢印の新ユニフォームを着用。
1993年の基本構成案では、小林ではなく桜井が操縦班長となっている。商船学校出身という設定も当時から存在しているが、加えて第一次移民船団の生き残りであるという設定も存在していた。
中西良平（なかにし りょうへい）
新通信班長。19歳。「腹減った」が口癖で、ヤマト発進の前に、そのことで折原に「中西君は口が開けば腹減ったぁよね」と言われ、場を和ませている。
黄色地に黒矢印（通信班）の新ユニフォームを着用。
木下三郎（きのした さぶろう）
新技師長。21歳。ただし、かつての真田の役割は、かなり大村と分担されている。
白地に青矢印の新ユニフォームを着用。
郷田実（ごうだ みのる）
第一艦橋新砲術担当。21歳。
白地に赤矢印の新ユニフォームを着用。
佐々木美晴（ささき みはる）
艦医兼コスモパルサーのパイロット。26歳。常にゴーグルを身に付けている。本職は医師よりもパイロットであると話しており、コスモパルサーのパイロットとしては小林と連携した操縦を行う。「これ（コスモパルサー）が好きでヤマトに乗ったんだ」と言っている。実際、復活編では艦医としての場面は見られなかった。
艦内作業中は戦闘班の白地に赤矢印の新ユニフォームに白衣を着用しているが、コスモパルサー操縦時には黒字に黄色矢印の新ユニフォームに着替えている。
1993年の基本構成案時点で存在していたキャラクター。結城信輝によって手掛けられたデザインも存在していたが没になり、そのデザインは『宇宙戦艦ヤマト2199』で山本玲として流用された。なお、2014年発売の結城の同人誌『結城信輝 宇宙戦艦ヤマト2199 初期キャラクターデザイン&ラフイラスト集』には、結城デザインの佐々木の設定画が掲載されている。
天馬走（てんま そう） / 天馬翔（てんま しょう）
機関部制御席担当の双子の兄弟。19歳。逆立った髪型で、息の合ったチームワークで仕事をこなすが、調子に乗りやすく、上官の徳川に叱られることがある。また、出力の安定しない波動エンジンを機関室の制御スクリーンだけで調整していた為に、直接エンジンを整備してきた徳川に「お前ら何習ってきた！スパナーの扱い方も知らんのか？」と叱られた。左目尻にホクロがあるのが翔である。白地に橙矢印の新ユニフォームを着用。
1993年の基本構成案時点で存在していたキャラクター。
カエデ、カズミナ、チロ、ミサト、ミュージ、ルマ
第三艦橋・電算室の女性専属オペレーター達。いずれも雪が『ヤマトIII』以前に着ていた旧ヤマト生活班と同じ黄色地に黒ストライプの制服を着用。その6人の担当は、ルマ、ミュージ（右舷・左舷近接航法分析）、カズミナ、チロ（右舷・左舷遠距離航法分析）、カエデ、ミサト（右舷・左舷空間探査分析）である。

#### ヤマト以外
古代美雪（こだい みゆき）
古代と雪の娘。16歳。佐渡フィールドパークで見習いとして動物の世話をしている。3年間も宇宙にいた父親の進に対して、美雪は母の雪と自分よりもヤマトを選んだ、と進に心を閉ざしてしまっていた。だが、地球の危機を救うために戦う父の姿を目にしている内に、進を信じるようになる。当初は地球に残ろうとしていたが、コスモゼロ21で進に助けられてヤマトへ帰還途中の進に「命を粗末にするな」と諭される。
1994年の設定では「森美雪」であった。
古代雪（こだい ゆき）
古代の妻。第1次移民船団の責任者（団長）。38歳。旧姓は「森」。かつてヤマトでは第1艦橋メインレーダー係と、医療・炊事・分析部門の生活班長、看護婦を兼任した。宇宙貨物船の船長としてずっと3年間宇宙にいた夫の進とは別居状態になっていたが、進に手紙を送っていた。そんな中に迫った地球の危機に、進であればこうする筈だと、船団長を引き受けた。護衛艦隊のスーパーアンドロメダ級宇宙戦艦の1隻に艦長として乗艦していたが、SUS艦隊の襲撃を受け消息・行方不明となる。
真田志郎（さなだ しろう）
地球連邦科学局長官。48歳。旧ヤマトでは技師長であった。アクエリアスの水柱によりできた宇宙の海に沈んでいたヤマトの再建計画を実施し修復を行い、古代に乗艦するよう促す。物語後半で地球を脱出しようとはせず、科学者として地球の最期を見届けようとする。
島次郎（しま じろう）
地球連邦移民船団本部長。27歳。前作『完結編』で戦死した進の戦友・島大介の弟。今作では青年となって登場しており、前作までの兄を思わせる風貌へ成長している。
佐渡酒造（さど さけぞう）
佐渡フィールドパークを運営している獣医。68歳（当作品では発表されていないことから第1作からの計算上）。かつてのヤマトの元船医。古代と雪の娘美雪は見習いとして勤めている。地球を脱出しようとはせず、アナライザーと飼い猫のミーくんと共に残る。佐渡の酒好きは相変わらずである。眼鏡が『完結編』以前の丸縁から長方形の角縁に変わっている。
アナライザー
分析用ロボット。かつてのヤマトの乗組員として、主に真田志郎、森雪、佐渡酒造らの下で、さまざまな局面で活躍した。佐渡と共に地球に残る。佐渡とは良い飲み友達である。
ブルーノア艦長
第1次移民船団護衛艦隊旗艦ブルーノアの艦長。移民船団を護衛中にSUS艦隊の襲撃を受け、応戦するもブルーノア被弾時に戦死する。
士官
SUSの攻撃を逃れてアマールにたどり着くことのできた船団の少数の人類を取りまとめていた。本来ならば自分の仕事は雪が行う仕事だったと言っているため、第一次移民船団の責任者の1人と思われる。

### 大ウルップ星間国家連合の人物

#### SUS
メッツラー
SUS軍第7艦隊司令長官。大ウルップ星間国家連合においてSUS代表兼連合議長として指導権を握っている。巧みな情報操作で地球を侵略者とし、各国に地球艦隊の攻撃を進言する。
1993年の基本構成案での名前は「ネルソン将軍」。
バルスマン
SUS軍総司令官。冷酷非道な性格で、目的のためなら手段を選ばない。SUS超巨大要塞で指揮をとる。
1993年の基本構成案での名前は「ガルシア司令」。

#### アマール
イリヤ
アマール星女王。アマールの月への地球人の移民を受け入れた。SUSの提供する「平和」の見返りに、アマール星の資源物資を提供していた。国民のことを想っており、星間国家連合と地球の関係に苦悩するが、真の平和のために立ちあがる決意をする。
パスカル
アマール軍司令官。大ウルップ星間国家連合における自国の立場を考えて、アマールの月への地球人の移民に反対していた。国民のためなら自分の命を捨てる覚悟を持っている。
SUSの超巨大要塞から放たれたニュートロンビームからヤマトを守るために盾となり戦死。

#### エトス
ゴルイ
エトス星艦隊司令長官。強権を振りかざすSUS国のやり方に疑問を感じている。第3次移民船団の攻撃に参加するが、自らを犠牲にしても移民船団を護るヤマトに敬意を表するようになる。武人の心を持ち、優秀な敵、味方に対しては敬意を表するという文化を持ち続ける。
SUSに反旗を翻し、アマール星を急襲したSUSとの戦闘で戦死。
シーガル艦長
ゴルイ艦隊旗艦シーガル艦長。金髪の青年で、ゴルイの意志を汲み取る優秀な軍人であり、優秀な敵（ヤマト）に対しても敬意を払う。

## 登場メカニック
波動実験艦ムサシ・アンドロメダA12・ペンシルバニア・ブルーアース・ユキカゼ級駆逐艦はディレクターズカット版が初登場。また、本作の艦船の殆どは艦艇対比図はあるものの全長設定がない。これはヤマトの全長が265.8メートルであるかという議論をしなくては他の艦船全長設定はできないという考えからである。

### 地球連邦

#### 地球防衛軍・艦艇
ヤマト
真田志郎により最新の技術で改修され、第3次移民船団護衛艦隊旗艦として再就役した伝説の宇宙戦艦、アクエリアス氷塊ドックより発進する。全長280メートル。艦長は古代進。
艦体の外観はほぼ従来通りだが、今までよりも艦幅は広く、艦底部の第3艦橋（「電算室」が新設されている）は大型に描かれている。艦首・艦尾・両舷側ミサイル発射管には新たにバリアミサイルが搭載された。
波動エンジンの炉心が6連大炉心1基に増設されたため、切り札の艦首収束波動砲も6連発発射が可能な「トランジッション波動砲」となった。その反面、発射前のエネルギー充填および発射後の再充填に時間を要する弱点が生じている。その為波動砲を6連射すると波動エネルギーがゼロになってしまう。
大型格納庫に艦載機が60機搭載され、艦首下部に「特務艇 / 突撃揚陸艇信濃」を収納している。
第三艦橋の塗装のみ艦体色のグレーに変更されている。
特務艇(特殊攻撃艦・重攻撃艇) / 突撃揚陸艇信濃（シナノ）
ヤマト艦首下部に格納される重攻撃艇、全長81メートル。劇中では副艦長の大村耕作が操縦した。波動エネルギー弾道弾ミサイル（初期設定では核だったが、後に波動エネルギーに変更になった）を24発装備し、ブースターロケットで敵の中核に迫り攻撃を行う。3名乗りだが、1名でも操縦可能。
なお、名称が大和型3番艦と同じだったことから、本作のメカニックデザイン担当の小林誠が「元々この特殊艇は、本来『信濃（航宙戦艦 / 戦艦的空母シナノ）』という船に搭載される為に作られた。だが『信濃』は建造を見送られ、名称の『信濃』だけがこの船の名として残った」という設定を個人的に考えている（公式設定になっているかは不明）。
宇宙空母ブルーノア
地球防衛軍最新鋭の大型空母だが、純然たる空母というよりは戦闘空母の色が強い。全長450メートル。第1次移民船団護衛艦隊旗艦で、上条了が乗っていた。
艦首に収束波動砲1門、艦首側面の艦名表記部にホーミング波動砲を装備（劇中では不使用）、通常火器は3連装主砲を艦前部に6基および艦後部に2基、3連装副砲を前部・後部に2基ずつ、2連装副砲を艦橋左右に2基装備している。主砲と副砲はいずれも、左右対称の並列配置となっている。そのほか、艦中央部に水平発射型の大型ミサイル発射管や格納式対空連装パルスレーザー機銃を多数装備。両翼部は左右に展開し、その両翼の内部から艦載機であるコスモパルサーを一度に発進させる。艦底部には第3艦橋らしき構造物がある。第1次移民船団を護衛中にSUS艦隊の襲撃を受けて大破し、漂流する。その後、設定では修理・改修して300年間運用される。
本艦は、1979年放映のTVシリーズ『宇宙空母ブルーノア』の主役艦を元に、OVA『YAMATO2520』制作時にデザインされた艦である。同作第三巻「戦闘」で、地球連邦軍第7艦隊旗艦として数シーンのみ登場していたが、艦の色や主砲の形状などを変えた以外はほぼそのままのデザインで、本作でも使用している。『2520』への橋渡しを意識して登場した。なお、『2520』制作時に、すでに「修理・改修して300年間運用された」という設定は存在した。
スーパーアンドロメダ級戦艦
『さらば宇宙戦艦ヤマト 愛の戦士たち』『宇宙戦艦ヤマト2』に登場したアンドロメダ級戦艦の流れを汲んだ、後継型戦艦。同型艦が多数建造されている。
艦橋や艦体部、主砲数などに変化が見られるが、艦首の連装波動砲2門は健在。武装は連装波動砲のほか、3連装主砲を艦前部に2基および艦後部に1基、8連装対空ミサイルポッドを艦橋基前部に1基、2連装副砲を艦橋左右に2基、格納式対空連装パルスレーザー機銃を艦両舷に24基など。なお、艦底部に取り付けられている増槽らしきタンクは、今回の設定では艦載機格納庫とされている。第1次移民船団護衛艦隊の1隻には古代雪が艦長として乗っていたが、SUS艦隊の襲撃を受けて大破し、かろうじてアマール星に辿り着くも、自動操縦でワープしてきており、艦内は無人で雪の姿も無かった。
ドレッドノート級主力戦艦
地球防衛軍の主戦力を担う宇宙戦艦で、艦隊のほとんどがこのタイプで構成されている。デザインは『さらば宇宙戦艦ヤマト 愛の戦士たち』『宇宙戦艦ヤマト2』の主力戦艦の流れを組んでいる。
武装は艦首に拡散波動砲を1門装備するほか、3連装主砲を艦前部に2基および艦後部に1基、格納式対空連装パルスレーザー機銃を多数、など。艦首波動砲発射口の上下には仕切りのようなものがある。艦体形状は長方体に近く、量産性を考慮している。また、艦底部にはブルーノアと同じく第3艦橋らしき構造物がある。
劇中では「はつゆき」「しらゆき」「あさぎり」などの艦名が確認できる。なお、いずれもBH199ブラックホールでの戦闘で撃沈されている。
移民宇宙船
地球人類を他の惑星へ移住させるため、1隻当たり約10万人を乗せて長距離航行を行う、超大型の宇宙移民船。全長2800メートル。
船体の大部分は居住区で構成され、船首の上下に操船部、船尾にエンジンを4基設置した推進部がある。ワープ機能を持つ。およそ数千隻が建造されているが、全てが非武装であるため、護衛艦は必須。なお、移民船団のことを「AMARE EXPRESS（アマールエクスプレス）」と呼び、全ての移民船に「AMARE EXPRESS 〇（数字が入る）」と書かれている。
波動実験艦ムサシ
ヤマトの準同型艦。ブリッジ周辺が大きく異なり、波動砲も砲栓で塞がれている。2210年造船。波動実験艇を8隻格納しており、ヤマト再建計画に先駆けて各種実験を行っていた。上部に艦橋が3つあり、上から研究ブリッジ、操艦ブリッジ、観測ブリッジがある。観測ブリッジは大きなグラスドームで覆われている。下部第三艦橋にはグラスドームに覆われた電算室があるが、ヤマトの様な立体高画質球面スクリーンは装備されていない。
ブルーアース
地球防衛軍旗艦。ブルーノア級の非武装艦。残存救助艦隊に所属し、残存人員の救助と政府中枢部の移動に用いられる。
アンドロメダA12
アンドロメダ級戦艦の12番艦。残存救助艦隊・内惑星救助部隊に所属し、火星軌道からアマールβに向かう。第1部に於いて波動砲口が閉鎖されていたが、装備自体は廃棄されてはいない。また、耐用年数を超えた主砲・副砲は艦橋砲に準じたモノに換装されている。
ペンシルバニア
アリゾナ級戦艦。残存救助艦隊・海王星軌道救助艦隊に所属し、残存した人類の救助を行う。
ユキカゼ級駆逐艦
ブルーアースと共に救助活動に当たっていた。
パトロール艦
内惑星救助部隊所属艦が、アンドロメダA12と共に救助活動に当たる。なお、本作に登場するパトロール艦は耐用年数を超えた武装は撤去され、全て輸送用と思われるカーゴを牽引している。
護衛艦しまかぜ、きりしま
地球を追うヤマトが移民船団護衛の為に派遣した艦。艦級は不明だが、中盤に移民船6隻と共にアマールを出発した2隻のドレットノート級と思われる。

#### 地球防衛軍・艦載機
コスモパルサー / 重爆撃機
コスモタイガーIIの後継機となる単座の新型艦載機。機首前方上下に機関砲6門を装備する。左右両翼の上下にミサイルパイロンがあり、ミサイルを大量に搭載できることが特徴。翼は折り畳み機構になっており、下部の安定翼は引き込み式になっている。重爆撃機はコスモパルサーに複合爆装ポッドを追加した複座機で、ポッド内には268基の高性能炸薬弾が装備され、対艦戦に威力を発揮する。
コスモゼロ21
正式名称「零式宇宙艦上戦闘機21型」。古代進が使用する宇宙戦闘機。旧ヤマトに搭載されていたコスモゼロの後継機で、コスモパルサー同様に主翼の折り畳み機構が加えられている。発進も従来通り後部カタパルトとなっている。
戦闘には使用されず、行方不明になった美雪を探すために古代が乗ったのが唯一の登場となった。

#### 民間船
深宇宙貨物船「ゆき」
古代が船長、大村が副長、桜井がナビゲーターを務めて乗り込んでいた宇宙貨物船、全長180m。地球から1万7千光年離れた宇宙開拓辺境を往来していた。宇宙海賊対策のために、艦前部に3連主砲1基、艦橋基周りに単装砲3基を装備している。艦底部には、エアロックを備えたドッキングアームが1基取り付けられている。ワープ機能がある。

### 大ウルップ星間国家連合軍
西崎の意向により、多国籍軍であることが分かるようにデザインの方向性に明確な区別がつけられている。SUSは鋭角的で金属感のある表面、ベルデルは生物的なフォルム、フリーデは四方への張り出した形状、エトスは地球艦に似つつも直線的で大理石のような質感、アマールはファンタジックな雰囲気をそれぞれ特徴としてデザインされている。

#### SUS軍
SUS戦艦
SUS軍の主力戦艦で、楔型（船形に近い）の艦体をしており、その艦体上下に長方体を繋げた様な姿をしている。砲を艦体上部に並列配置する形で4基、下部に固定式縦列5連装大口径ビーム砲を2基という重装備で、正面攻撃力は高い。配色や艦橋のデザインなどは、『YAMATO2520』に登場するセイレーン連邦軍の戦闘艦に似ている。
旗艦マヤ
SUS軍第7艦隊旗艦。メッツラーが座乗する。戦艦というよりも中型要塞といった外観であり、正面からは十字架に見える。全て埋め込み式の主砲で、左右の翼に副砲、縦に主砲を装備、艦載機を多数搭載している。地球人を移住させようとした惑星アマールを攻撃していたが、それを見かねたエトス星艦隊と交戦。ゴルイの旗艦シーガルの特攻を受けて撃沈したが、メッツラーは脱出する。
SUS爆撃機
本編未登場の爆撃機キャリアーで作戦区域に運ばれて、切り離された後爆撃を開始する。側面のフォルムはSUS戦艦と似ている。地球人の移民を許したアマール星の都市に、制裁として爆撃を加える。
デザインを担当した小林は、「元々は移民船内部に入り込む非人型パワードスーツとしてデザインしたもの」とツイッターで述べている。
SUS爆撃機キャリアー
SUS爆撃機を運ぶための艦船。船体からぶら下げる形で作戦区域まで運ぶ。本編未登場。
SUS戦車
SUS軍の主力戦車。先端にビーム砲を2門装備。アマール星の都市に侵攻する。
SUS大型戦車
異様に高い構造物があるSUS軍の大型戦車。アマール星の都市を進撃する。
SUS超巨大要塞
直径3キロメートルの要塞で、その外見は逆さにした四角錐を土台にして、その中央にピラミッド型の司令塔（天守閣）が建っている。通常はバルスマン総司令官が指揮を執っているが、決戦時ではメッツラー総督が指揮を執り、地球艦隊とアマール艦隊を殲滅する。艦隊を一瞬で殲滅可能な、決戦兵器ハイパーニュートロンビーム砲5門（ビーム砲・ミサイルなどを多数搭載した防御盾船を兼ねている）が要塞の周りに浮遊しており、その砲身の天辺部分から形成されるシールドにより、要塞全体が囲まれている。そこは同時に弱点でもあるが、滅多なことでは破壊されない。また司令塔周囲には要塞湖があるがこれは別次元への入り口である。
潜宙艦
要塞内部に隠されていた幅３kmの巨大潜宙艦で、次元を自由に行き来することが出来る。菱形を重ね合わせたようなフォルムを持ち、艦首部分に強力な主砲を1門、艦体中に無数のビーム砲とミサイルを装備。両舷部分は切り離しが可能で、それを使って2隻で敵艦を挟み、内部のミサイルで袋叩きにする。
SUSの太陽
SUSの全てのエネルギーを賄う、太陽に偽装したエネルギー供給源であり、要塞もこのエネルギーを吸収してシールドを張っていた。ヤマトに波動砲を以て破壊されると、爆発し一種のブラックホール化し（あるいは次元の裂け目）、それにともないSUS艦は全て崩壊し吸い込まれ消え去った。

#### アマール軍
パスカル艦
アマール防衛隊の旗艦で、パスカル将軍の座乗艦。水上艦（あるいは帆船）に近い構成となっており、艦首部には巨大な艦首マスト（光子帆）が付いており、シールドを張れるのが最大の特徴。このシールドは『オーディーン 光子帆船スターライト』をオマージュしたものである。
武装は3連装主砲を艦前部に4基、並列配置で装備。舷側には、大航海時代にある戦列艦の様に数多くの副砲が並んでいる。
アマール戦艦
アマールの主力戦艦。パスカル艦とほぼ同型であるが、パスカル艦とは違い、艦首マストを装備していない代わりに単装型（旋回可能）の大型主砲1門を艦前部に備えることで、攻撃力の強化を行っている。舷側にも、パスカル艦同様に副砲群が並んでいる。

#### エトス軍
旗艦シーガル
エトス軍艦隊旗艦であり、ゴルイ将軍の座乗艦。三角錐または三角柱を3つ組み合わせたような形状の大型三胴戦艦で、配色は白。3つの艦首に大型主砲が各1門ずつ、計3門あり、他に3連装砲塔を4基装備。惑星アマールにて国民を虐殺するSUSに対して、今までの楔を断つため、遂に交戦。その最中、SUS艦隊旗艦マヤに向けて特攻。刺し違える形で撃沈した。その際に、妨害しようとしたSUS戦艦を体当たりで撃破するなど、頑丈さを見せている。
エトス戦艦
エトス軍の主力戦艦で、三角錐または三角柱を繋ぎ合わせたような形状の双胴戦艦。旗艦シーガルに比べると艦首の大型主砲が2門へと簡略化されており、機動性を高めている。

#### フリーデ軍
フリーデ戦艦
フリーデ軍の主力戦艦。ナイフを連想させる艦体に菱形のような長方体を横にして（寝かせて）連結させたような形状で、配色は赤、幾何学的な模様を持つ。対艦ビーム砲を菱形部分の左右に12門、対艦ミサイル発射管を菱形部分の中央部に10門装備。下部の尖った部分は衝角で、体当たり攻撃用である。

#### ベルデル軍
ベルデル戦艦（空母）
ベルデル軍の主力戦闘艦。艦体色は緑。今回登場する星間国家連合の艦船のうち、唯一艦載機を搭載するため、航空戦艦とも表記される。単装主砲を7基装備。楕円体に近い艦本体の下部に円錐を逆さに連結させたような形状で、その部分には艦載機ベルデルファイターが100機以上搭載されている。
ベルデルファイター
ベルデル戦艦の艦載機。全長30メートル。海棲生物を連想させるフォルムをしている。機体は紫色。機体中央部のエンジンポッド前にレーザー砲を1門装備する。細い翼は収納式で、母艦から離脱後、宇宙空間で開く。

## 登場勢力

### 地球連邦（勢力）
第1次移民船団
移民船3000隻、3億人の移民者を乗せた船団。船団の責任者は古代雪で、護衛艦隊旗艦は最新鋭艦ブルーノアが務める。
地球から17000光年の地点でSUS艦隊900隻以上に襲撃され、ワープで逃げ延びたわずかな船を除き殲滅された。
第2次移民船団
第1次船団と同様、地球から17000光年の地点で星間国家連合艦隊の襲撃を受け壊滅。ごく一部が逃げ延びアマールへ辿り着いた。
第3次移民船団
移民船6300隻の船団。護衛艦隊旗艦はヤマトで、同艦艦長の古代進が護衛艦隊司令を兼任する。
BH199ブラックホールを利用して星間国家連合のサーチネットを回避したため、敵の奇襲を受けずに済み、移民船には1隻も被害を出さずにアマールへ辿り着く。

### 大ウルップ星間国家連合
銀河系中央部において幾世代にも亘って続いた戦乱の終結後、SUSを中心として誕生した星間国家連合。現在は、SUSによる力の支配が続いている。同盟国のアマールの月に移住しようとする地球連邦を侵略国家と断定し、宇宙空間に張り巡らせたサーチネットに触れた地球移民船団を同盟国で攻撃する。
SUS
大ウルップ星間国家連合の中心国家。戦乱当時最強の国家であり、戦乱終結への呼びかけを行った。その経緯上、終結後に誕生した連合における指導権を握っており、事実上、他の同盟国を支配している。味方の犠牲すらいとわない残忍な戦法を執る。民族の外見的特徴は切り揃えた前髪と尖った耳、青白い肌。
その正体は異次元の生命体であり、資源確保のために古代たちの次元へ派遣された者たちである。
エトス
大ウルップ星間国家連合の構成国の1つ。誇り高き士道精神を有していたが、大ウルップ星間国家連合への加入でそれを封印するようになった。外観は地球の白色人種に酷似している。最後にはゴルイ率いる艦隊がエトス士道精神に殉ずるためにSUSに挑む。
アマール
大ウルップ星間国家連合の構成国の1つ。国家元首はイリヤ女王。自国にしかない資源をSUSに提供することで、偽りの平和を得ていた。そのため、国民は星間国家連合からの独立を願う。アマールの月に地球人の移民を許したため、星間国家連合から武力制裁を受けることになる。外見は地球中近東系人種に酷似している。最後には真の独立の為に、ヤマトと共にSUSに反旗を翻す。
フリーデ
大ウルップ星間国家連合の構成国の1つ。やや赤みがかったペールオレンジの肌を持つ。SUSの同盟国を犠牲にする戦い方に見限り、最後にはベルデルと共に戦いを放棄し引き上げていく。
ベルデル
大ウルップ星間国家連合の構成国の1つ。肌の色は緑色。なおエトス、フリーデ、ベルデルの三国はバダルメ恒星系に位置する。

## 登場天体
カスケードブラックホール
物語開始から3年前の西暦2217年に初めて観測された、秒速29,000キロメートル（光速の10分の1）の速度で地球へ接近している移動性ブラックホール。
アマールの月
地球から27,000光年離れた、サイラム恒星系惑星アマールの衛星。大気などの環境が地球と酷似しているために地球連邦は移民を行うが、星間国家連合に所属するアマールの領地であるため、地球とアマールの大きな問題へと発展する。
アクエリアス
西暦2203年に地球を水没の危機に陥れた回遊惑星。現在は再び回遊して去っており、地球軌道周辺にはかつてヤマトが自爆によって断ち切った水柱の名残の巨大な氷塊のみが、地上からも目視できる形で残っている。そこに沈んでいたヤマトを修復・強化改装するため、ドックが建設された。
BH199ブラックホール
第3次移民船団の航路上に存在するブラックホール。護衛艦隊よりエンジン出力の劣る移民船は、星間国家連合のサーチネットから逃れるため、ブラックホール外周の流れによる加速を付けるフライ・バイを用いてロングワープを行った。ヤマトが、星間国家連合軍と初めて交戦した地でもある。

## キャスト
- 古代進 - 山寺宏一
- 上条了 - 伊藤健太郎
- 小林淳 - 浪川大輔
- 大村耕作 - 茶風林
- 桜井洋一 - 野島健児
- 徳川太助 - 古谷徹
- 天馬走・翔 - 阪口大助
- 中西良平 - 山口勝平
- 木下三郎 - 鳥海浩輔
- 郷田実 - 高瀬右光
- 古代美雪 - 藤村歩
- 折原真帆 - 柚木涼香
- 佐々木美晴 - 大浦冬華
- 古代雪 - 由愛典子[注 23]
- 真田志郎 - 青野武
- 佐渡酒造 - 永井一郎
- アナライザー - 緒方賢一
- メッツラー - 家中宏
- バルスマン - 飯塚昭三
- イリヤ女王 - 田中敦子
- パスカル - 井上和彦
- シーガル艦長 - 子安武人
- ブルーノア艦長 - 小林修
- 士官 - 小野塚貴志
- 航海士 - 白石稔（ディレクターズカット版）
- その他 - 小上裕通、小菅真美、髙階俊嗣、沢口千恵、芹澤孝臣、櫛田泰道、千々和竜策、尾崎千瑛、樋口千穂、池田一敬、増島愛浩
- ゴルイ提督 - 伊武雅刀
- 島次郎 - 置鮎龍太郎
- 沖田十三（回想） - 納谷悟朗[注 24]
- ナレーター - 羽佐間道夫

## スタッフ
- 企画・原作・製作総指揮・監督：西﨑義展
- エグゼクティブプロデューサー：西﨑彰司、西﨑義展、中沢敏明
- 原案：石原慎太郎
- 総監修：舛田利雄
- 脚本：石原武龍、冨岡淳広、西﨑義展
- 絵コンテ・チーフディレクター：白土武
- 総作画監督：湖川友謙
- キャラクターデザイン：湖川友謙、高橋信也
- メカニックデザイン・副監督：小林誠
- 衣裳デザイン協力：MIHARA YASUHIRO
- キャラクターデザイン協力：国友やすゆき
- 作画監督：宇田川一彦、高橋信也
- 総作画監督補佐：西田美弥子
- 演出：高山秀樹
- メカニック演出：羽原信義
- 美術監督：竹田悠介
- 編集：西﨑義展、坂本雅紀
- 音響監督：吉田知弘
- 音響スペシャルアドバイザー：田代敦巳
- 音楽
  - 音楽監督・指揮：大友直人
  - 演奏：日本フィルハーモニー交響楽団
  - ヤマトオリジナルスコア：宮川泰、羽田健太郎
  - 音楽プロデューサー：木﨑徹、平野昌洋
  - 音楽ディレクター：柴田恵一
  - オーケストラコーディネイト：矢嶋礼
  - オリジナルBGM作曲・編曲：山下康介
  - オリジナルBGM演奏：東京ニューシティ管弦楽団
  - スキャット：川島和子
- 音響効果：倉橋静男（サウンドボックス）
- CG制作：オムニバス・ジャパン
- 制作：ヤマトスタジオ
- 配給：東宝
- 製作・エグゼクティブスーパーバイザー：植村伴次郎（東北新社）
- 製作：西﨑彰司（エナジオ）、二宮清隆（東北新社）、氏家夏彦（TBSテレビ）、川城和美（バンダイビジュアル）、中沢敏明（セディックインターナショナル）、西川孝（博報堂DYメディアパートナーズ）、島谷能成（東宝）、辰巳隆一（MBS）、林尚樹（CBC）、石井博之（TOKYO FM）、高橋良太（伊藤忠商事）、喜多埜裕明（Yahoo!JAPAN）、西﨑義展（ヤマトスタジオ）
- アシスタントプロデューサー：古川寛高（エナジオ）、小坂恵一（東北新社）、武田吉孝（TBSテレビ）、室市雅則（セディックインターナショナル）
- 「宇宙戦艦ヤマト 復活篇」製作委員会（エナジオ・東北新社・TBSテレビ・バンダイビジュアル・セディックインターナショナル・博報堂DYメディアパートナーズ・東宝・MBS・CBC・TOKYO FM・伊藤忠商事・Yahoo!JAPAN・ヤマトスタジオ）

### ディレクターズカット版スタッフ
- エグゼクティブプロデューサー：西﨑彰司
- 監督代行：小林誠
- アニメーションディレクター：羽原信義
- 作画監督：湖川友謙
- 音響監督：吉田知弘
- オリジナルサウンドエフェクト：柏原満（T.E.O）
- 録音：井上秀司、堀田英二
- 効果：川田清貴（スワラ・プロ）、吉田知弘
- アニメーション協力：XEBEC
- 配給：クロックワークス

## 音響
本作は主に宮川泰と羽田健太郎が『宇宙戦艦ヤマト』〜『宇宙戦艦ヤマト 完結編』で作曲したBGMが使用されている。劇中使用されるBGMはほぼ全て旧シリーズ作品の使用曲・未使用曲およびそれらのアレンジや交響曲である。さらに劇中後半では、西崎の強い要望によりヤマトとは直接的な関係はないベートーヴェンやショパン作曲のクラシック音楽の割合が増えてくるが、作曲家、曲名、演奏者についての明記がされていない。新たな敵のメッツラーの曲などは羽田の弟子である山下康介によって新たに作編曲されたが、実際に使用された曲は少ない。また1994年の企画時に羽田が作曲した「『復活篇』ためのシンフォニー」も山下の採譜によって再録音・使用された。ディレクターズカット版では、クラシック音楽の割合が大幅に減り、旧シリーズ未使用曲と山下康介による初回未使用曲の割合が増えている。
宮川泰の息子の宮川彬良は本作で音楽を依頼されていたが、第一作への思い入れから「復活篇はないだろう」と感じ、断っていた。ただし、本作で使用された旧シリーズ未使用曲の中には、宮川彬良が作曲したものも存在する。
効果音については、当初は過去のシリーズ同様柏原満にオファーをしたが、「5.1chはちょっとできないよ」と辞退し、部分的にデータだけ使用しつつ新規に効果音がつけられたが、古くからのファンから柏原によるオリジナル効果音と異なるとクレームが寄せられた。ディレクターズカット版で再びオファーした際も同じ理由で断られ、当初は音源の貸し出しの許可も下りなかったが、音響監督の吉田知弘に説得され使用を承諾。多くの部分が柏原による従来の効果音に差し替えられた。

## 主題歌・挿入歌
『この愛を捧げて』
作詞・作曲 - 高見沢俊彦 / 編曲・歌 - THE ALFEE
『宇宙戦艦ヤマト2009』
作詞 - 阿久悠 / 作曲 - 宮川泰 / 編曲・歌 - THE ALFEE

## 特別番組
『宇宙戦艦ヤマト復活篇 映画公開記念! その魅力のすべて』
2009年12月に放送された特別番組で、映画公開記念として、アニメの簡単な歴史や、山寺宏一や高見沢俊彦、石破茂のインタビュー、ヤマト1作と完結編の解説に、復活篇の見所などが紹介された。ナレーションは坂口哲夫（お父さん役）と川名真知子（息子・ヒロシ役）。
| 放送地域       | 放送局             | 放送期間       | 放送日時           | 放送系列                      |
| -------------- | ------------------ | -------------- | ------------------ | ----------------------------- |
| 関東広域圏     | TBSテレビ          | 2009年 12月5日 | 土曜 26:13 - 26:43 | TBS系列                       |
| 中京広域圏     | 中部日本放送       | 12月6日        | 日曜 13:24 - 13:54 | TBS系列                       |
| 長野県         | 信越放送           | 12月7日        | 月曜 25:00 - 25:30 | TBS系列                       |
| 広島県         | 中国放送           | 12月10日       | 木曜 24:59 - 25:29 | TBS系列                       |
| 北海道         | 北海道放送         | 12月10日       | 木曜 25:26 - 25:56 | TBS系列                       |
| 鳥取県・島根県 | 山陰放送           | 12月11日       | 金曜 24:55 - 25:25 | TBS系列                       |
| 山梨県         | テレビ山梨         | 12月11日       | 金曜 25:45 - 26:15 | TBS系列                       |
| 石川県         | 北陸放送           | 12月11日       | 金曜 25:45 - 26:15 | TBS系列                       |
| 山形県         | テレビユー山形     | 12月11日       | 金曜 25:48 - 26:18 | TBS系列                       |
| 愛媛県         | あいテレビ         | 12月11日       | 金曜 25:55 - 26:25 | TBS系列                       |
| 岩手県         | IBC岩手放送        | 12月11日       | 金曜 26:09 - 26:39 | TBS系列                       |
| 大分県         | 大分放送           | 12月11日       | 金曜 26:49 - 27:19 | TBS系列                       |
| 宮崎県         | 宮崎放送           | 12月12日       | 土曜 13:54 - 14:24 | TBS系列                       |
| 沖縄県         | 琉球放送           | 12月12日       | 土曜 16:00 - 16:30 | TBS系列                       |
| 高知県         | テレビ高知         | 12月12日       | 土曜 16:24 - 16:54 | TBS系列                       |
| 富山県         | チューリップテレビ | 12月12日       | 土曜 25:43 - 26:13 | TBS系列                       |
| 岡山県・香川県 | 山陽放送           | 12月12日       | 土曜 25:48 - 26:18 | TBS系列                       |
| 秋田県         | 秋田放送           | 12月13日       | 日曜 16:00 - 16:30 | 日本テレビ系列                |
| 山口県         | テレビ山口         | 12月13日       | 日曜 24:55 - 25:25 | TBS系列                       |
| 鹿児島県       | 南日本放送         | 12月13日       | 日曜 25:20 - 25:50 | TBS系列                       |
| 福島県         | テレビユー福島     | 12月13日       | 日曜 25:50 - 26:20 | TBS系列                       |
| 近畿広域圏     | 毎日放送           | 12月13日       | 日曜 25:50 - 26:20 | TBS系列                       |
| 長崎県         | 長崎放送           | 12月13日       | 日曜 25:55 - 26:25 | TBS系列                       |
| 福井県         | 福井放送           | 12月14日       | 月曜 26:40 - 27:10 | 日本テレビ系列 テレビ朝日系列 |
| 新潟県         | 新潟放送           | 12月16日       | 水曜 24:59 - 25:29 | TBS系列                       |
| 熊本県         | 熊本放送           | 12月19日       | 土曜 11:00 - 11:30 | TBS系列                       |
| 青森県         | 青森テレビ         | 12月20日       | 日曜 16:24 - 16:54 | TBS系列                       |
| 宮城県         | 東北放送           | 12月20日       | 日曜 25:50 - 26:20 | TBS系列                       |
| 福岡県         | RKB毎日放送        | 12月20日       | 日曜 25:55 - 26:25 | TBS系列                       |
| 静岡県         | 静岡放送           | 12月24日       | 木曜 10:50 - 11:20 | TBS系列                       |

## ビデオソフト
宇宙戦艦ヤマト復活篇
- BD（品番：BCXA-0269）・DVD（品番：BCBA-3938）・UMD（品番：BCUA-0250）が2010年7月23日に発売された。

宇宙戦艦ヤマト復活篇 ディレクターズカット版
- BD（品番：BCXA-0480）・DVD（品番：BCBA-4306）が2012年3月23日に発売された。
- Difference Book・特製アウターケース付BD（品番：BCXM-0501）・DVD（品番：BCBM-0016）が「YAMATO CREW」限定で2012年3月23日に発売された。

## 成績
興行収入は約4.3億円を記録している。観客動員数（興行通信社調べ）では一度もベスト10入りしなかった。DVDの売上（オリコン調べ）は、発売初週に5位となっている。

## 小説
宇宙戦艦ヤマト 復活篇
原案 - 西﨑義展 / 作 - 馬里邑れい
2010年にヤマトクルーほかで限定販売された「宇宙戦艦ヤマト 復活篇 コンプリートボックス」のセット内容の1つとして書き下ろされた小説。全1巻。本編のノベライズ作品だが、本編にないサイドストーリーなども追加されている。結末はディレクターズカット版と同じ地球消滅となっている。

## 第0部
正式タイトルは『アクエリアス・アルゴリズム 宇宙戦艦ヤマト復活篇 第0部』。ヤマトクルー会報誌『ヤマトマガジン』のVol.5〜Vol.9（2019年11月〜2020年11月）まで連載された小説。全5話（当初は4話予定だった）。作者は高島雄哉、アステロイド6（協力）。イラストは梅野隆児。また、新規メカのデザインを西川伸司が行っている。
『完結編』と『復活篇』（第1部）の間の空白の期間を埋めるエピソードで、ヤマト自沈から12年後の2215年が舞台。
アクエリアスの水が凍ってできた氷球を舞台とし、沈没したヤマトとの再会や、氷球で暗躍するディンギル帝国残党軍との戦いを描いている。キャラクターやメカは『復活篇』のものはもちろん『完結編』以前のものも登場し、過去作のエピソードについても多く触れられている。
初期の準備段階の構想では小さめのスケールの物語で、登場人物も古代一家ほか数名のみとかなり絞られていた。しかし、ヤマトの世界に相応しいものをと考えるうちに物語の規模が拡大していった。
2021年2月発行の『ヤマトマガジン』Vol.10において、書籍化が発表され、改稿のうえ、2021年9月27日に『宇宙戦艦ヤマト 黎明篇 アクエリアス・アルゴリズム』として刊行された。

### 制作メンバー
本作では作品世界の構築のため「アステロイド6」という制作チームが結成されている。作者である高島雄哉自身も含まれており、人数は7名。前述の梅野と西川のほか、『宇宙戦艦ヤマト2202』の脚本担当の1人である岡秀樹、そしてアマチュアで活動していたヤマトファンである我が家の地球防衛艦隊・さたびー・扶桑かつみの3名がメンバーとなっており、岡以外は公式のヤマト制作には初参加、しかも半数は業界人ではない。メンバー一覧ではそれぞれ「アステロイド○号」と称している。
当初は高島個人の解釈によるスピンオフ小説という体で制作が進んでいた模様。しかし、公式ファンクラブ会報誌での連載であることから内容如何に依らず「ヤマトシリーズの正史」と見なされる可能性があり、「ライトなファン」を自認している高島に「自分が軽々しくヤマトの世界を描いていいのか」という不安があったため、彼と担当者の相談の結果『2202』『2205』でヤマトに関わっている岡に合流してもらった。合流した岡は、高島の第1話初稿は高島自身の懸念通り「正史」と手放しで認めるのは難しい内容だと感じていたものの、高島作品として良さを殺しかねないため安易に意見することもできず、さらには担当者から本作が単純な『完結編』と『復活篇』の中継ぎではなく、将来的な『復活篇』の続編への地ならしの意味もあるとも伝えられて非常に悩むことになるが、やがて混沌としていたヤマトの世界設定を再整理して『完結編』と『復活篇』の間を埋める「正史」を作ろうと高島とともに決意することになった。しかしあまりの工数に手が足りないと岡が判断し、世界構築のためのグループの結成を決断。35年来の友人である西川や、ブログや同人誌などでヤマトの二次創作や考察などを行っていた我が家の地球防衛艦隊・さたびー・扶桑を誘い入れ、アステロイド6を結成する。その後、根幹となる設定などが固まったタイミングで、イラスト担当として梅野が参加し、7名での制作活動を行うことになった。

### 冒頭あらすじ
西暦2215年。12年前の銀河交差と水惑星アクエリアスの接近という2つの悲劇を乗り越えた地球は一応の平和な時を過ごしていた。しかし銀河系では銀河交差の爪痕がいまだ残っており、さらにガルマン・ガミラス帝国とボラー連邦の二大国の影響力が無くなったことによる各地での紛争や、ディンギル帝国の残党によるテロ活動など、混乱が続いていた。
古代進は人命救助のために他国の内戦に干渉してしまったため予備役へ退いており、時に冷徹な判断を下さなければならない軍人として立場と、戦いを否定し人々を救いたいという気持ちの間で板挟みとなり苦しんでいた。
ある日、アクエリアス氷球内にヤマトと思しき存在を探知。沖田の遺骸を回収するべく、古代達は極秘に氷球へと赴くが、強力な重力嵐によって不時着する。そこには何故かディンギルの残党軍がおり、窮地に陥るが、既の所で氷の中から現れた謎の船に助けられる。その船は、かつてディンギルによって大虐殺が行われた惑星ボギーニャの作業船「氷華」であり、生き残りである大村耕作ら4名の乗組員によって運用されていた。氷華の助けを借りて氷の奥深くに眠るヤマトへとたどり着く。
その一方、地球への復讐に燃えるディンギルはアクエリアス氷球にてある計画を進めていた。

### 諸設定
本作は上記の通り『復活篇』の5年前が舞台である。曖昧なままとなっていた『完結編』後のガルマン・ガミラス帝国、ボラー連邦、ディンギル帝国の動向や、銀河系内の情勢がいくらか描かれている。ガルマン・ガミラスとボラーは本作時点でも国家としてはまだ健在。銀河交差の影響のよる国力低下を理由に休戦協定を結んでおり、最終話では地球の式典に高官が出席するなど、争い以外での交流も見られる。しかし、ガルマン・ガミラスとボラーの銀河系大戦の名残はそこかしこに見られ、それによって起きたある事件が古代を苦しめている。ディンギルに関しては国家としての形を失い、残党軍がテロリストと化しており、本作のメインの敵勢力として登場する。
登場人物に関しては、古代達シリーズレギュラーメンバーのほか、『新たなる旅立ち』から北野哲と坂本茂が、『復活篇』第1部からは古代美雪・折原真帆・大村耕作の3名がメインキャラとして登場する。それ以外にも既存作品のキャラクターやその関係者が登場し、特に最終話では相原達シリーズ準主要キャラクターや『宇宙戦艦ヤマトIII』に登場したサブキャラクター、『復活篇』本編の若年のキャラクターなども多く登場している。
メカに関しては、本作用の完全新規のものは氷華とコスモタイガーIII程度で、それ以外は既存の作品のメカおよびそれらのバリエーションや改造となっている。アストロバイク・ブラックホール砲・ドリルミサイル・空間磁力メッキなど、『完結編』以前のシリーズで登場メカや技術が多く登場する。